# 因迪安 (阿肯色州)
因迪安（英語：Indian）是位於美國阿肯色州奇科特縣的一個非建制地區。該地的面積和人口皆未知。

## 地理
因迪安的座標為33°03′09″N 91°17′22″W / 33.05250°N 91.28944°W，而該地的平均海拔高度為米（即英尺）。